# Національний університет Узбекистану імені М. Улугбека
Національний університет Узбекистану імені Мірзо Улугбека (узб. Mirzo Ulugʻbek nomidagi Oʻzbekiston milliy universiteti, Мирзо Улуғбек номидаги Ўзбекистон миллий университети) — найстаріший вищий навчальний заклад в Узбекистані, перший радянський виш у Середній Азії. Заснований 1918 року.
Колишні назви: Туркестанський державний університет (до 1923), Середньоазійський державний університет (до 1960), Ташкентський державний університет (до 2000).
Ректор: доктор технічних наук, професор Авазжон Рахімович Марахімов.

## Історія
На початку XX сторіччя джадиди й місцева російська інтелігенція започаткували рух для організації Туркестанського мусульманського народного університету. Для координації дій створено раду зі 45 осіб. Війна заморозила активність створення університету, й, водночас, після революційних подій 1917 року й значних суспільних змін, вирішено навесні 1918 року розпочати навчання.
Мусульманський народний університет був запланований як навчальний заклад, що дає вищу, середню та середню спеціальну освіту. Для здобуття вищої освіти передбачалося 5-річне навчання.
Радянська влада декларувала визнання народного університету, але насправді зовсім по-іншому бачила його діяльність. Восени 1918 року джадиди-засновники вишу стали жертвами комуністичних репресій. 21 квітня було оголошено про створення Туркестанського народного університету (ТНУ), а 14 травня 1918 року опубліковано розпорядження (№ 145) влади Туркестанської автономної республіки, підписане головою Ради народних комісарів Колесовим і комісаром з народної освіти Успенським. Воно інформувало: «… надалі скасовуються всі обмеження та перепони до вступу охочих учитися в тому чи іншому класі будь-якого навчального закладу Туркестанської радянської республіки. […] Школи всіх рангів і відомств відкриті тепер для всіх охочих учитися в них, незалежно від віку, національності, віросповідання і свідоцтв. Єдиною умовою для вступників до будь-якого класу будь-якої школи Туркестанської радянської республіки відтепер є бажання вчитися». Документи про наявність будь-якого освіти не були потрібні навіть під час вступу до університету, не було і вступних іспитів. Першим ректором став Олександр Васильович Попов — педагог, викладач, вихованець Санкт-Петербурзької духовної семінарії, навчався в Санкт-Петербурзькому університеті.

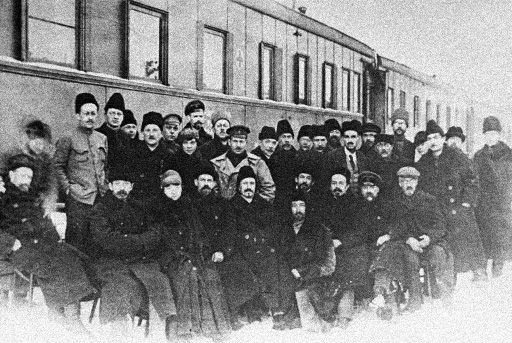
«Поїзд науки» з російськими вченими, які їхали працювати в Туркестанському державному університеті. 1920 рік

Перші місяці навчання було хаотичним, на лекції записувалися люди, щоб поговорити й провести час, вони дискутували й ходили по авдиторії, заважаючи викладачам. До вищої школи примикали середня та нижча школи, до яких записувалися навіть 7-річні діти: «коли подивишся на авдиторію, мимоволі виникає думка, що вона порожня, бо нема тих, для кого створений університет, немає робітників, службовців, прислуги і т. д., […] дорослих слухачів дуже мало, в деяких групах їх нема зовсім».
З 1919 р. університет перейменовано в Туркестанський державний університет. З 1920 року в структурі університету було 6 факультетів: медичний, фізико-математичний, соціально-економічний, технічний, історико-філологічний і робітничий факультети. Історик Юрій Флигін відзначає, що повноцінне становлення ТНУ як вищого навчального закладу відбулося 1920 року з прибуттям до Ташкента так званих «потягів науки» із кваліфікованими російськими вченими та педагогами. Перший потяг вирушив із Москви до Ташкента в лютому, а прибув аж у квітні 1920 року. У серпні-жовтні 1920 відправлено ще чотири ешелони, які доставили професорів і викладачів, обладнання та бібліотеку. Доставлено лабораторне обладнання, гербарії, колекції карт і понад 50 тисяч томів наукової та навчальної літератури.
1921 року університету передали територію під Туркестанський державний ботанічний сад, до того перебував у підпорядкуванні Туркестанського комітету у справах музеїв і охорони пам'ятників старовини, природи і мистецтва (рос. Туркомстарис).
1921 року вперше відбувся випуск 12 фахівців-медиків, а наступного року кількість випускників медичного факультету досягла 17 осіб.
1923 року відбутися випуски на сільськогосподарському факультеті, на факультеті меліорації, місцевого господарства та юридичному факультеті. Того ж 1923 року закінчену вищу освіту отримали 76 студентів, серед них 25 лікарів, 14 агрономів, 8 інженерів і 32 юриста. Зростала й кількість слухачів: від 153 станом на 1920 рік, до 460 через два роки і 784 студентів 1923 року.
1925 року Рада міжфакультетських установ об'єднувала такі інститути: хімічний, фізичний, чистої та прикладної математики, геологічний, ґрунтознавства та геоботаніки, ботанічний, зоологічний, педагогіки і психології. Крім того, до її складу входили самостійні кабінети — геодезії, землезнавства, фізіології рослин та інші. До 1927/28 навчального року, були організовані нові кабінети — фізіології тварин, мікробіології, генетики і створена самостійна лабораторія спеціальних методів технічного дослідження. Факультети університету настільки розрослися, що з них почали формувати нові окремі вищі навчальні заклади та науково-дослідні установи. Так, у 1929-31 роках університет зазнав докорінної реорганізації: п'ять його факультетів з шести — медичний, східний, сільськогосподарський, факультет радянського господарства і права, інженерно-меліоративний з повним комплектом професорсько-викладацького складу, лабораторіями та обладнанням виділилися в самостійні вищі і вищі технічні навчальні заклади: в 1929 р.- Середньоазійський сільськогосподарський (САСХІ), Ленінабадський плодово-овочевий, Ашхабадский зооветеринарний, Середньоазійський бавовняно-іригаційний, Політехнічний і Середньоазійський геологорозвідувальний (Сагро) інститути. Пізніше від університету відбрунькувалися Таджицький вищий педагогічний інститут, Середньоазійські медичний і плановий інститути (ТАВПІ, САМІ, САПІ).
У 1930-х роках назріла потреба створення історичного факультету, а 1 вересня 1935 року на історичний факультет зараховано перших 75 студентів
1954 року Середньоазійському університету присвоєно ім'я Володимира Леніна. 1960 року перейменований на Ташкентський університет ім. Леніна, 1970 року отримав орден  Трудового Червоного Прапора.
Станом на 1980 рік у Ташкентському університеті навчалося 17 тисяч студентів і були такі факультети: фізичний, математичний, прикладної математики і механіки, біолого-ґрунтовий, геологічний, георгафічний, історичний, філософсько-економічний, філологічний, юридичний романо-германської філології, сходознавства, журналістики.
Станом на 1990 рік в університеті працювало 1200 викладачів, станом на 2008 рік — 536 (серед них 126 докторів наук і професорів).

## Бібліотека
У Науковій бібліотеці університету (головна бібліотека і бібліотеки факультетів) знаходиться бл. 3 млн одиниць зберігання. Це одна з найстаріших і найбільших бібліотек Узбекистану, створена як книгозбірня Народного університету 1918 року. З 1926 року отримує обов'язковий примірник книг і журналів, надрукованих у Середній Азії, з 1938 року — надрукованих у всьому СРСР. 1969 року бібліотека отримала статус «наукової», а з 1976 року стала науково-методичним центром вишів Узбецької РСР.

## Факультети
У складі Національного університет Узбекистану діють такі факультети:
- біологічний
- географічний
- економічний
- журналістики
- зарубіжної філології
- математичний
- узбецької філології
- фізики
- філософії
- хімії
- юридичний

## Випускники
Серед випускників:
- Абдураїмов Азамат Берадорович — узбецький футболіст, футзаліст, футбольний тренер та журналіст, випусник факультету журналістики
- Ахмедбаєв Адхам Акрамович — міністр внутрішніх справ Узбекистану (2013—2017)
- Ахмедов Карім Садикович — фізикохімік
- Бернштейн Інна Абрамівна — літературознавець
- Бєлозерський Андрій Миколайович — молекулярний біолог
- Дуюнова Віра Іларіонівна — волейболістка
- Звєгінцев Володимир Андрійович — мовознавець
- Ізраель Юрій Антонович — метеоролог
- Канаш Сергій Степанович — селекціонер
- Карімова Гульнара Ісламівна — донька Іслама Карімова
- Кременцов Леонід Павлович — мовознавець
- Кудряшов Серафим Миколайович — геоботанік
- Массон Вадим Михайлович — археолог
- Слонім Юдиф Мойсеївна — астроном
- Аали Токомбаєв — письменник
- Цукерванік Ісаак Платонович — хімік
- Юлдашев Нігматілла Тулкінович — в.о. президента Узбекистану у вересні 2016 року
- Ющенко Катерина Логвинівна — кібернетик